# Martti Helde
Martti Helde   (Tallinn, 23 d'agost de 1987) és un director de cinema i guionista estonià.
El 2015 es va graduar a l' Acadèmia de Música i Teatre d'Estònia en direcció teatral ( estonià: näitejuhtimine   ) especialitat.

## Filmografia
- 2013 Superbia (curtmetratge; director i guionista)
- 2014 Ristuules (En el vent creuat ) (llargmetratge; director i guionista)
- 2015 Kontakt (llargmetratge; director)
- 2017 Kümme, üheksakümmend (pel·lícula documental; director)
- 2018  Seltsimees laps  (llargmetratge; director d'escenes de massa)
- 2019 Skandinavia vaikus (Silenci escandinau) (llargmetratge; director i guionista)
- 2024 Vara küps (llargmetratge; director)